# Puma (producător auto)
Puma a fost o producție auto a unui specialist brazilian care a construit mașini din 1966 până aproximativ în 1995. Tarifele ridicate de import au închis Brazilia în această perioadă făcând mașinile construite necunoscute. Acest lucru a limitat în medie automobilele braziliene în plan local producătorilor străini precum Volkswagen și General Motors ( care a stabilit o fabrică de producție în Brazilia), și produsul companiilor locale. Puma a construit de asemenea și camioane din 1978 până în 1999.

## Perioada DKW

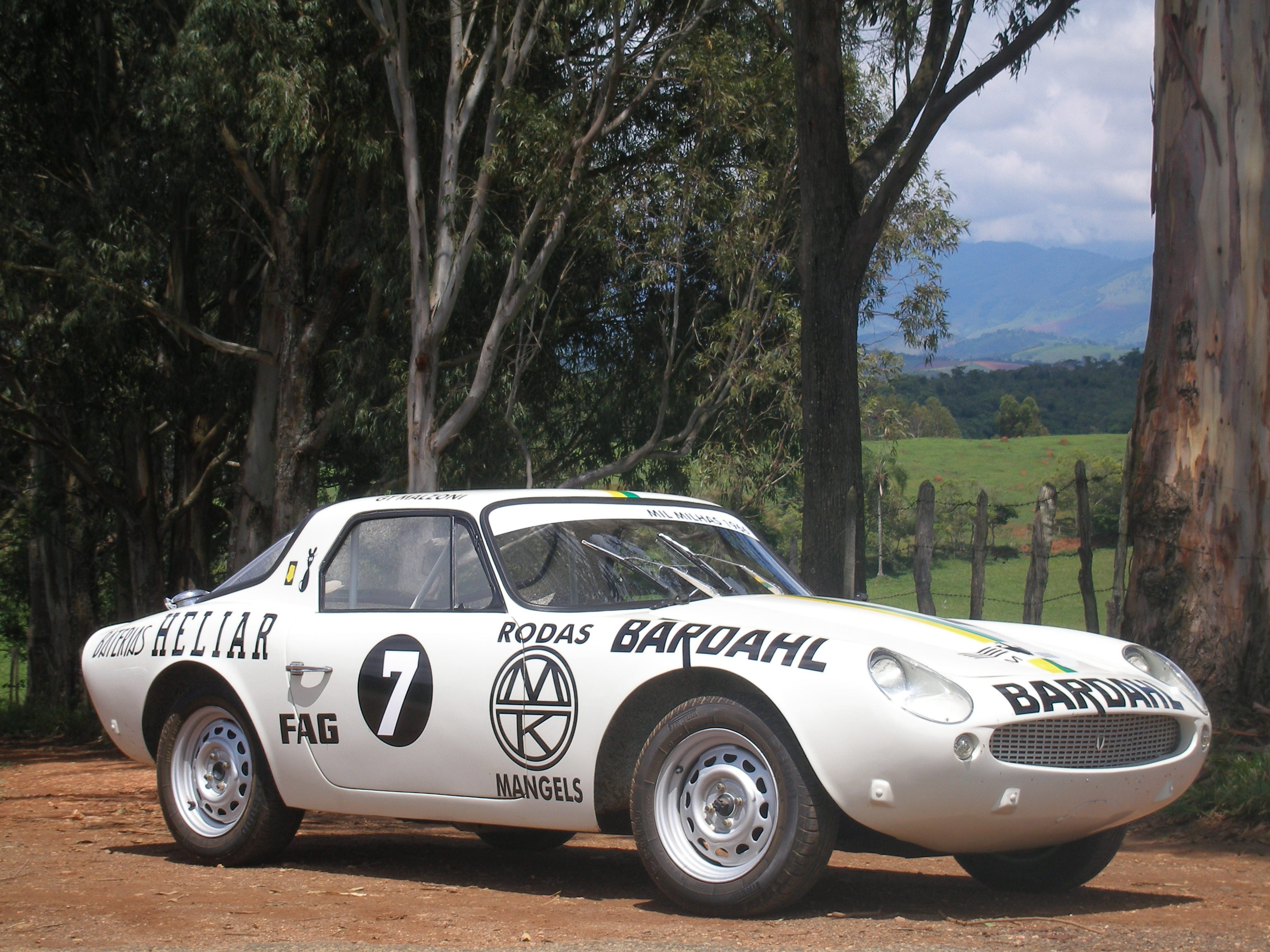
DKW GT Malzoni - construită de Genaro Rino Malzoni pe un șasiu DKW.

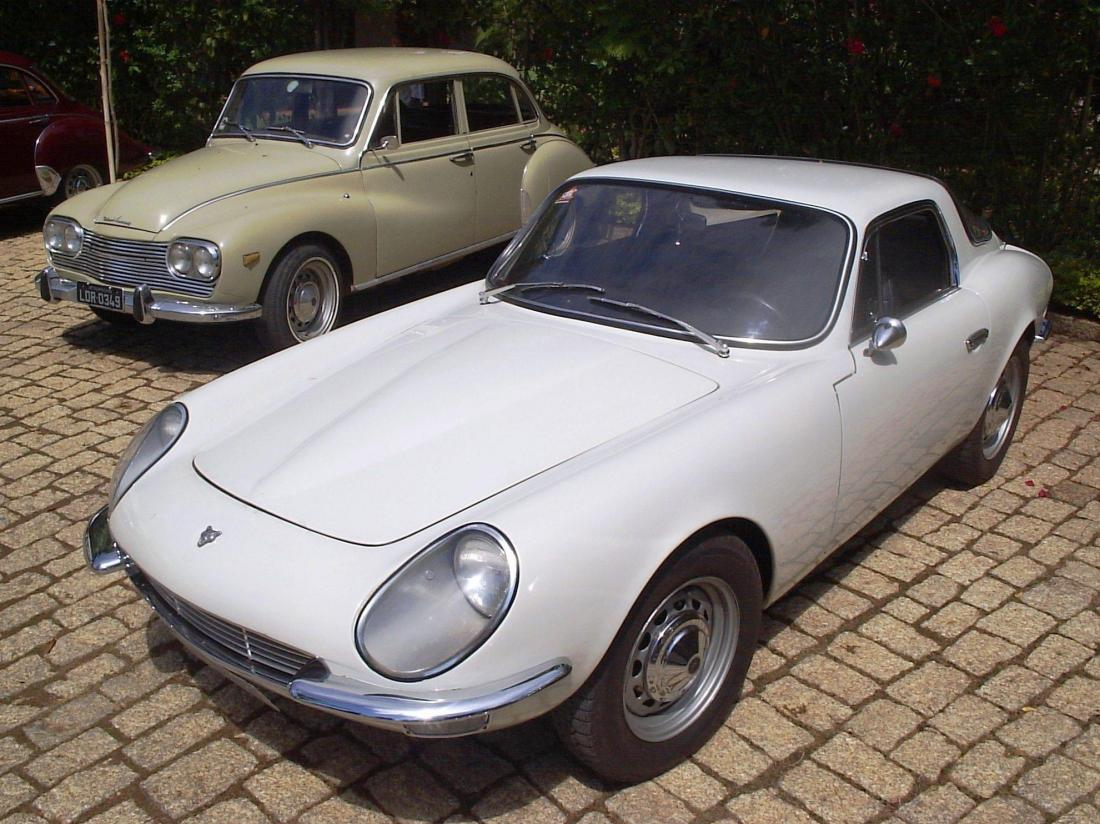
Puma GT 1967, ultimul model cu motoare DKW

Originea a ceea ce a devenit Puma a fost DKW-Malzoni, construită de Rino Malzoni din Matão, stat din Sao Paulo în jurul anului 1964. Malzoni a fost un pasionat de curse auto și la cererea celor de la DKW-Vemag a dezvoltat o mașină de competiție bazată pe motor. Construcția a fost completată cu Willys Interlagos, o copie pe plan local al unui Alpine A108 care a depășit cele mai grele sedan-uri de la DKW, Malzoni construind un prototip cu cadru de oțel. Acesta s-a dovedit ca fiind prea greu și la Sao Paulo în cadrul unui Motor Show în toamna anului 1964 și-a făcut prima apariție construcția din fibră de sticlă. A câștigat prima cursă la Interlagos în anul 1964, Malzoni devenind un iubitor de mașini. Un avocat a găsit compania Lumimari Ltda cu un grup de alți iubitori de mașini în anul 1964. Mașinile de competiție aveau motoare mai mari de 1.1 litri, ele având 100 CP(74 kW) . Mașinile au început să se vândă în cantități mari încât el singur nu ar fi putut construi atât. În data de 14 septembrie 1966, compania a adoptat numele Puma și au început să construiască foarte multe mașini.

Mazoni GT deobicei avea o lunetă panoramică cu toate că foarte puține mașini au fost construite pe design-ul three-box. Cadrul original al mașinii GT Mazoni a fost apoi modificat de un designer pe nume Anisio Campos, care a făcut mașina ceva mai lungă și a ridicat barele de protecție, în timp ce mașina(încă în proprietatea DKW) a fost redenumită în Puma GT. Producția modelului Malzoni GT (1964-1966, toate tipurile) a fost în jur de 35 de automobile. Producția anuală a crescut la 125 în anul 1967 și a continuat până în 1968. În totalitate au fost construite 170 de autoturisme cu motor (Puma și Malzoni).

## Epoca Volkswagen

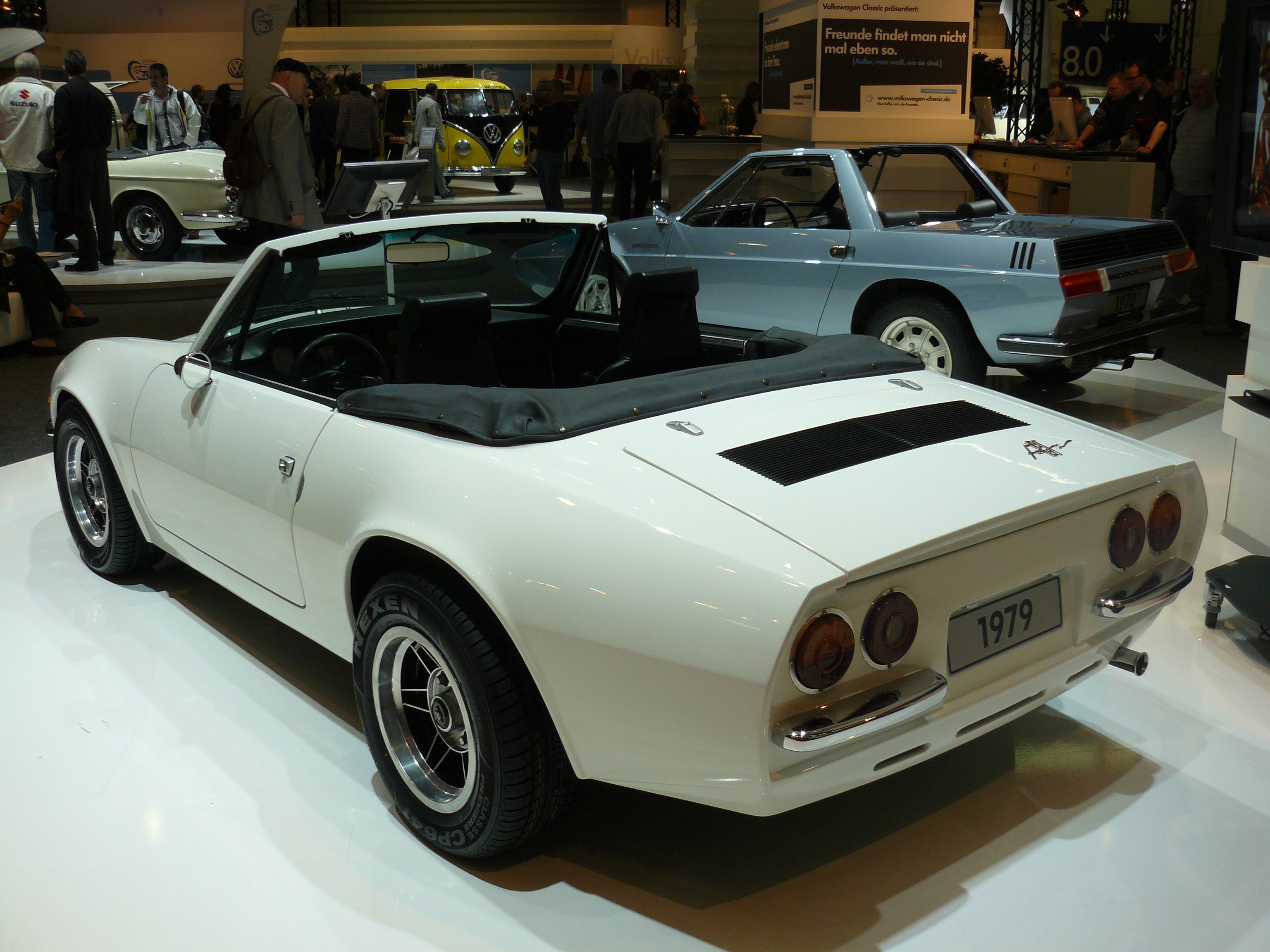
1979 Puma GTS.

În anul 1967, Volkswagen a cumpărat DKW-Vemag și producția braziliană a DKW a încetat. Fără motoare DKW disponibile, o nouă mașină a fost concepută cu motorul situat în partea din spate a mașinii, răcit pe bază de aer și capacitatea de 1500 cc . Ea se numea Volkswagen Karmann Ghia și s-a vândut în Brazilia. S-a vândut relativ bine pentru o mașina de specialitate sport. Design-ul, inspirat de la modelul Lamborghini Miura a rămas în general neschimbat timp de două decenii. În acest timp compania și-a schimbat numele în Puma. Din 1969 motorul standard a fost Volkswagen 1.600 cc, pentru care Puma a oferit pachete de mărire a puterii. Numele s-a schimbat în Puma 1600 GTE .
Un model decapotabil, 1600 GTS a fost adăugat în jurul anului 1970 și atunci au început să fie exportate mașinile în țările din sudul Americii, Nordul Americii și Europa. Multe din mașinile exportate erau pentru piese. Caroserii aproape complete dar fără motor, transmisii, axe, roți și alte piese mecanice. Toate mașinile vândute în Brazilia au fost întregi. La începutul anului 1976 Volkswagen a început să onoreze garanțiile motoarelor standard furnizate de Puma către Brazilia (la fel și pentru Gurgel și MP Lafer), în timp ce Puma a introdus trei luni/5000 km garanție pentru motoarele modificate de ei. În același timp a fost introdus un model de 1.9 litri cu mărime de 88 și 78.4 mm și pistoane Mahle.

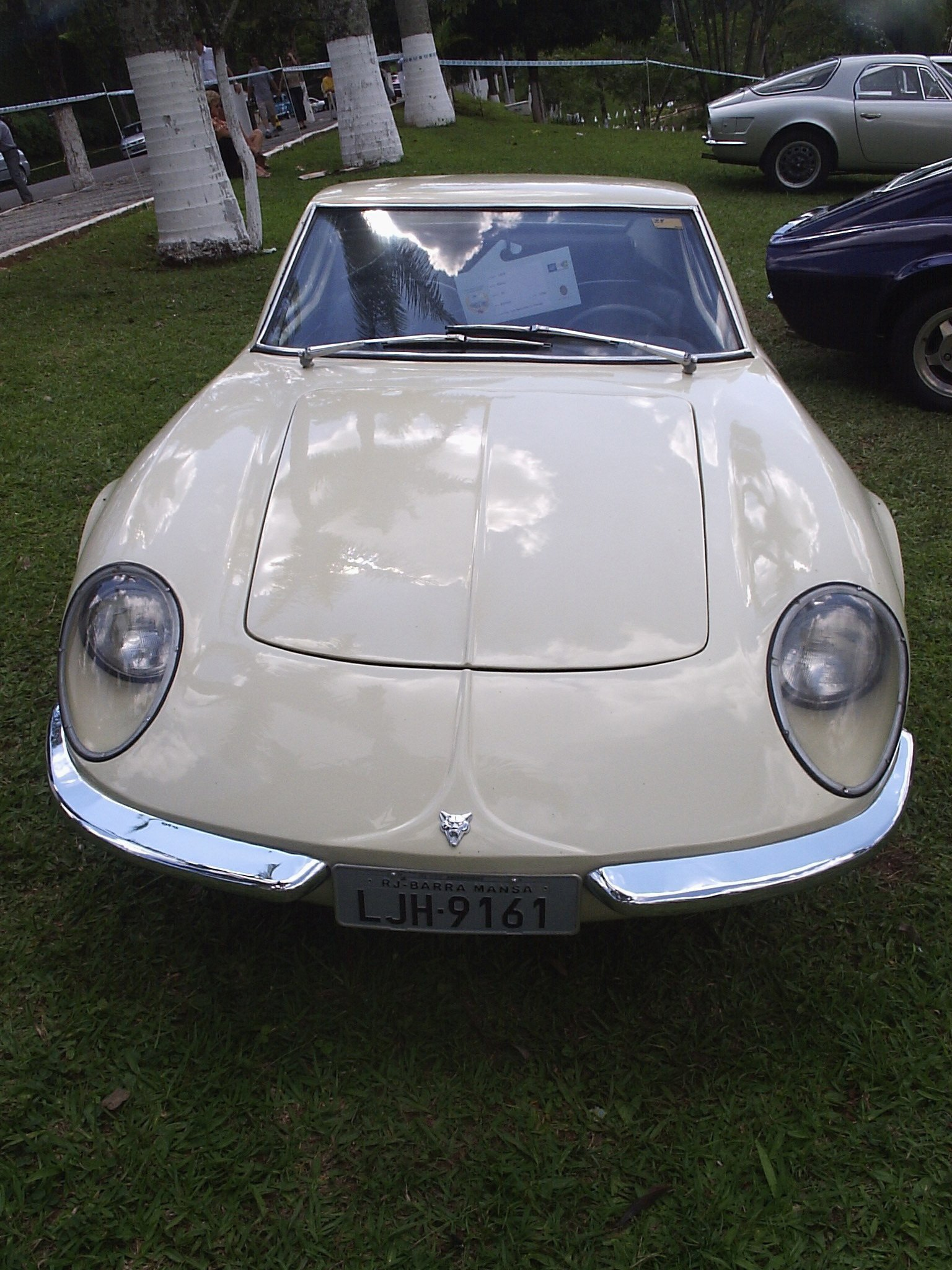
1969 Puma GT cu motor VW

VW a oprit producția modelului Karmann-Ghia în Brazilia la începutul anului 1970 și Puma a fost reproiectat ca Volkswagen Brasilia încă din 1973.Tot în acea perioadă a început și asamblarea modelelor Puma în sudul Africii de Bromer Motor Assemblies. Ei au terminat un număr de 357  de mașini timp de 2 ani după care au dat faliment. Caroseria a fost restilizată în anul 1977, în timp ce barele de protecție au fost mulate pe caroserie ca fiind parte a caroseriei, mai târziu separând elementele de crom. Caroseria era mai rotunjită față de vechiul aspect iar coupe-urile au primit sferturi din geamurile din spate iar mai târziu au primit și clapetele din spate. În 1980 a fost timpul pentru o nouă schimbare, de exemplu o redenumire. Coupe-ul a devenit GTI, în timp ce Spider-ul a devenit GTC. Noul aspect a inclus și bare de protecție pentru impact. Stopurile erau înlocuite cu stilul Volkswagen Brasilias Mercedes, toate fiind ultimul răcnet. Micile butoane ale mânerelor erau înlocuite cu altele mai moderne împrumutate de la Alfa Romeo Ti 4. 

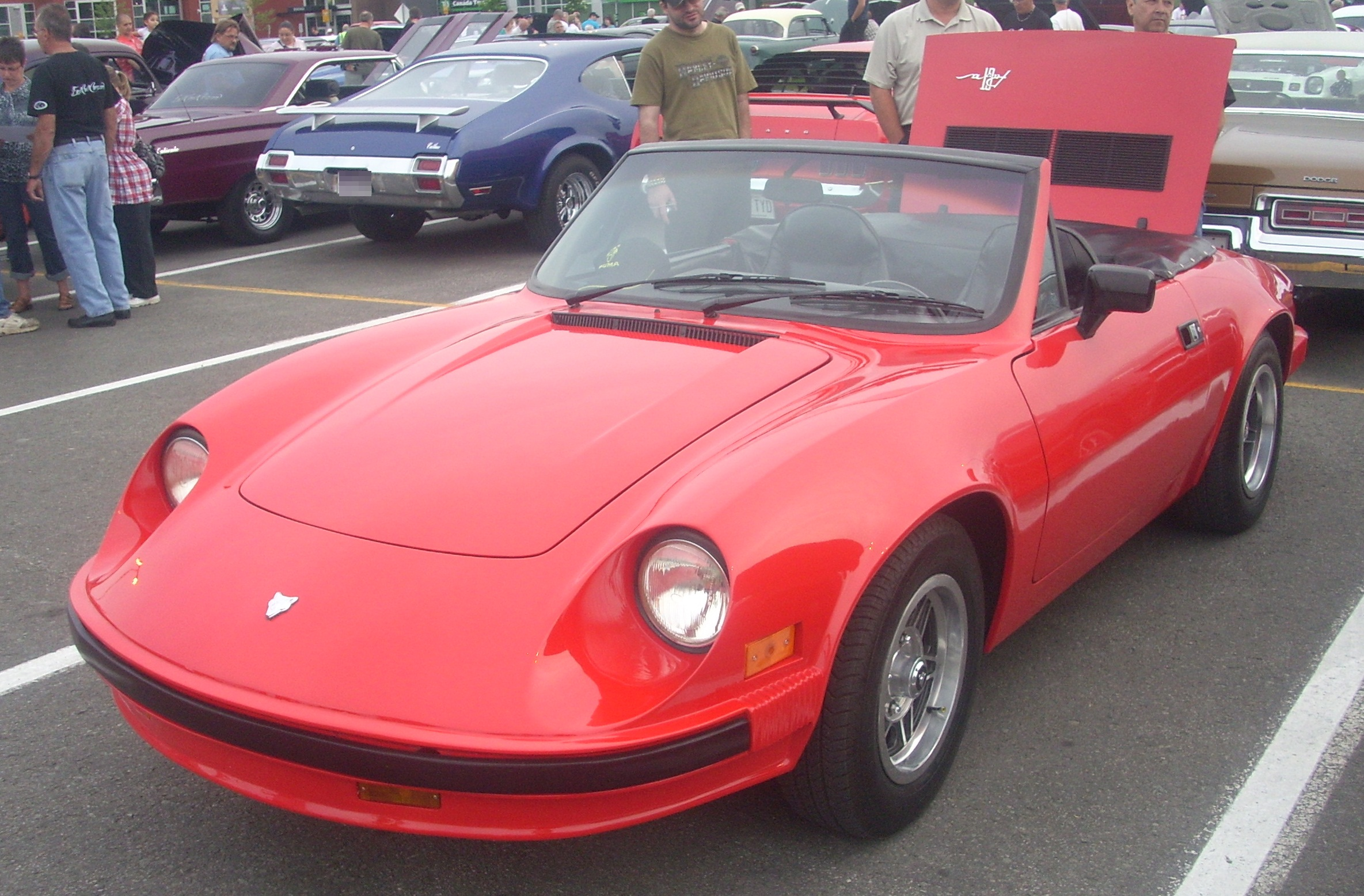
Puma GTC (1980-1985)

O versiune utilizata de VWB Variant deține un șasiu mai modern( cu toate că are suspensia frontală de tip brazilian) numită P 018 și apărută pentru modelele din 1982.  Acestea au părțile din față și spate, ușor mai largi iar suspensia de spate oferind semi-axe cu articulații constante de mare viteză arcuite de bare transversale de torsiune. Mai târziu brazilienii au introdus semitracțiunea pe spate. Ca alte modele Puma, având motoare răcite pe bază de aer cu capacitate de 1.6 litri Volkswagen Boxer 4 a fost echipat standard cu motoare mai mari de 1.7 1.8 și 2.0 litri, versiuni valabile la un cost suplimentar. Producția anuală a fost planuită ca fiind 1000 dar în final doar aproximativ 55 de modele P 018s au fost complet construite.

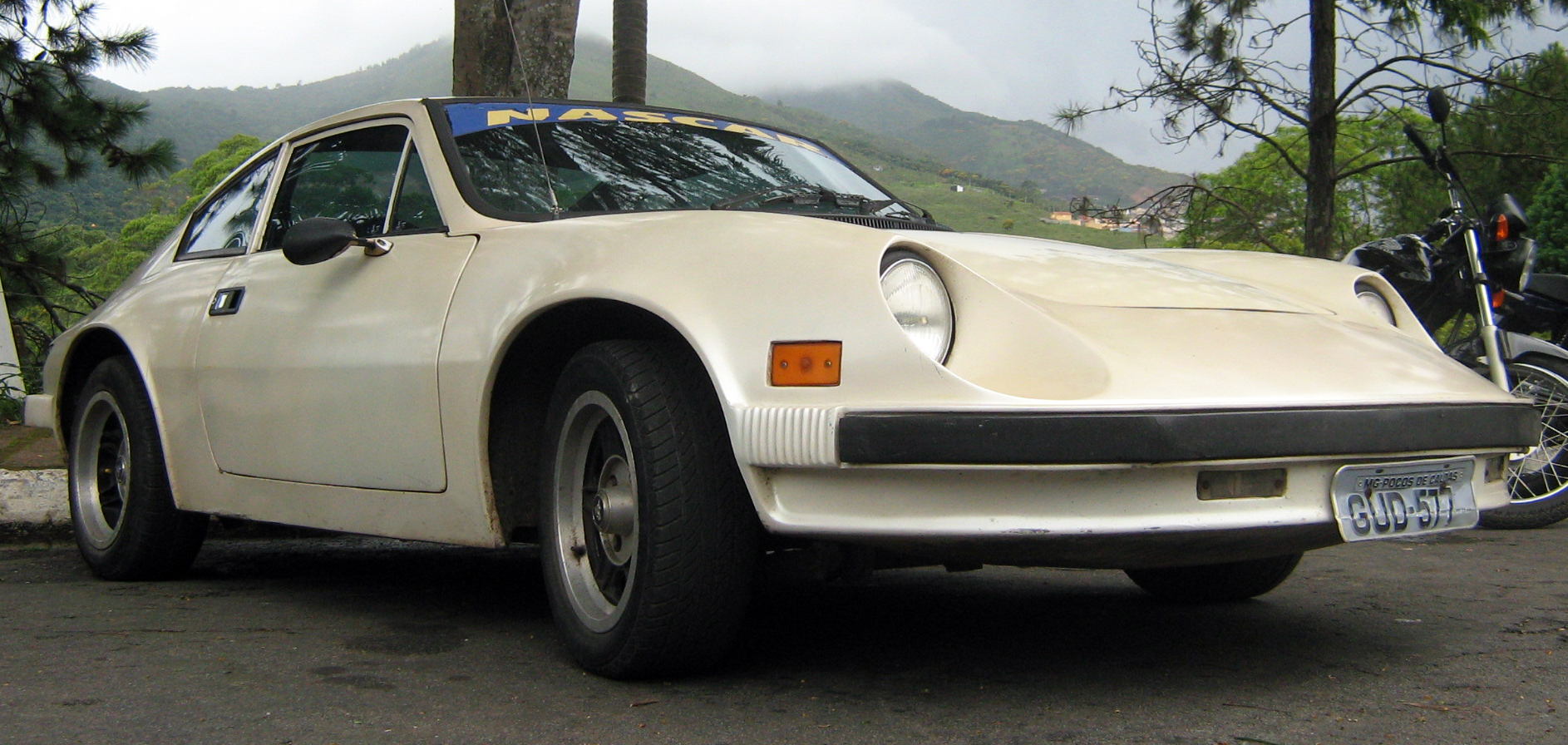
1981-1985 Puma GTI, prezentând barele false de impact și noua aranjare a farurilor

### Alte producții
Cel mai mare model de Puma GTB (doar coupe), care a folosit un motor de 6 cilindrii în linie montat în față, nu a fost exportat în mod regulat. Puma a arătat de asemenea câteva proiecte cu mașini de pe parcursul anilor, cum ar fi Mini Puma, o mașină de oraș din anul 1974 cu un ampatament  de doar 179 cm (70.5 in) . Acesta urma să fie echipat cu un Volkswagen Boxer 4 redus la jumătate și cu un motor de 760 cc și 30 CP(22 kW). Oricum, Puma nu a fost capabilă să ridice fondurile producerii. Mai târziu Amaral Gurgel a dezvoltat un motor similar, Enertron, pentru modelul de oraș BR-800. În 1982 Puma a avut în plan de a lua licența pe plan local a firmei Daihatsu Cuore(la fel ca la Mini Puma), dar a eșuat provocând companiei mari datorii.
Camioanele Puma aveau cabina din fibră de sticlă și motoare diesel de la MWM și Perkins 4.236. Șasiul a fost remodelat în 1978 pentru 4.T și avea de asemenea 6 tone începând din 1979. Peste câțiva ani motorul de 6 cilindrii de la Chevrolet alimentat de etanol a fost disponibil ca un cadru de autobus pe același șasiu. Mai târziu Alfa Metais preia o rafală de design-uri noi, toate bazate pe 4.T și ulterior redenumite.
Producția camioanelor s-a sfârșit în anul 1999.
Designerul Puma, Anisio Campos ulterior a realizat Dacon 828, o mașină de oraș în 1982. Primele 11 din aceste mașini au fost construite în fabrica Puma și mai târziu la Dacon.

### Declinul și schimbări de proprietari
Anul 1980 a fost un an aspru din punct de vedere economic în Brazilia, iar acesta a afectat grav Puma. În primul rând, fabrica a suferit incendii și inundații. În 1985 producția a scăzut de la 400 de mașini pe lună la 100 pe an, iar Puma a intrat în faliment. În 1986 acțiunile Puma au fost vândute către Araucária Veículos în Parana care a avut intenția de revenire, dar a avut probleme cu plata către VWB pentru piesele livrate. Doi ani mai târziu au vândut din nou acțiunile, de această data către Alfa Metais Veiculos.
Alfa Metais a redenumit GTB în AMV, timp în care micile Puma au fost numite AM1(coupe) și AM2 (spider). AM1/2 a fost de fapt o revenire a versiunii din 1983/1984 și anume P 018, pe care s-a montat motor cu răcire pe aer de 1.584 cc cu 4 pistoane utilizat de VWB. Acest motor avea doar 44 CP(32 kW) și o viteză maximă de 140 km/h (87 mph) mașina pierzând multe aspecte sport. Dar Alfa Metais avea un alt scop tot timpul, realizat în 1989 odată cu introducerea modelelor AM3 și AM4. Ele au primit motoare mai puternice considerabil, răcite pe bază de apă și anume Volkswagen AP1800 dar radiatorul a fost situat în partea din spate, astfel rezultând o distribuție egală a greutății. Producția a continuat în număr mic,  dar deschiderea pieței Braziliene pentru mașini străine în anul 1990 a fost lovitura finală. Ultima mașina sport Puma a fost AM4 vândută în 1995. Au fost construite doar 40 de modele AM3/AM4.

### Repornirea din Sudul Africii
Puma a fost importată în sudul Africii dupa anul 1986, dar după ce costurile au devenit prohibitive, importatorul a cumpărat matrițe pentru 1973 Puma 1600 GTE  și a început să construiască pe plan local. 26 de mașini au fost finalizate de compania lui Jack Wijker Puma Marketing între anii 1989 și 1991. Câteva din mașinile de mai târziu aveau geamuri în spate care înlocuiau mânerele ușii din spate. În 2006 producția limitată de Puma a fost din nou pornită în sudul Africii.
Toate alimentările electrice de la Puma modelele sport au fost cercetate și dezvoltate în sudul Africi de compania cunoscută ca fiind Evdrive.

## Producție
| An    | Producție | An   | Producție |
| ----- | --------- | ---- | --------- |
| 1966  |           | 1976 |           |
| 1967  | 125       | 1977 |           |
| 1968  |           | 1978 |           |
| 1969  |           | 1979 |           |
| 1970  |           | 1980 |           |
| 1971  |           | 1981 |           |
| 1972  | 484       | 1982 | ca. 450   |
| 1973  | 769       | 1983 |           |
| 1974. | 1,137     | 1984 |           |
| 1975  |           | 1985 |           |